# Alan Yelizbarovich Dzagoyev
Alan Yelizbarovich Dzagoev (tiếng Nga: Алан Елизбарович Дзагоев, sinh ngày 17 tháng 6 năm 1990) là một tiền vệ người Nga hiện đang chơi cho PFC CSKA Moskva.
Sau khi gia nhập FC Krylia Sovetov-SOK vào năm 2006, anh ở đó 2 mùa giải trước khi chuyển tới CSKA Moskva. Sau một mùa giải đầu tiên thành công ở giải Ngoại hạng Nga, anh được bầu là Cầu thủ trẻ xuất sắc nhất giải và mở đường đến với đội tuyển quốc gia.

## Tuổi thơ
Dzagoev, là em út trong gia đình có 2 anh em của ông bà Yelizbar và Lyana, sinh ra và lớn lên ở Beslan, Phía Bắc Ossetia, và cả gia đình anh đều là người Ossestia, chuyển tới vào năm 1989. Anh chơi bóng trên đường phố cùng người anh Gela và được mẹ đưa tới đội trẻ của Terek Beslan.
Vào năm 2002, Dzagoev chuyển tới Vladikavkaz để chơi cho một đội bóng địa phương, Yunost. Anh mô tả Valery Gazzaev, một huyền thoại bóng đá Ossetia người mà sau này trở thành huấn luyện viên của CSKA Moscow là một thần tượng từ hồi nhỏ của anh và cho biết Evgeni Aldonin và Frank Lampard là những hình mẫu để anh học tập.
Vào tháng 7 năm 2005, Dzagoev gia nhập học viện bóng đá Konoplyov.

## Sự nghiệp câu lạc bộ

### Krylia Sovetov-SOK
Từ tháng 1 năm 2006 tới tháng 12 năm 2007 Dzagoev chơi cho Krylia Sovetov-SOK ở giải hạng hai Nga. Anh có trận chuyên nghiệp đầu tiên vào ngày 29 tháng 4 năm 2006trong trận thua 2-1 trước Tyumen. Anh có mặt trong 37 trận đấu và ghi 6 bàn cho đội bóng.

### CSKA Moscow
Dzagoev gia nhập CSKA Moskva trước khi mùa giải 2008 bắt đầu. Trận ra mắt của anh là khi vào sân từ ghế dự bị trong trận gặp Luch.Trận đấu sau đó, anh ra sân trong đội hình chính thức trong trận gặp Khimki và ghi hai bàn cùng 2 đường kiến tạo. Anh cũng ra sân từ đầu trong trận chung kết cúp quốc gia Nga 2007-08. Ở vòng 13 thắng đạm đối thủ cùng thành phố Spartak Moskva, Dzagoev chuyền 3 đường kiến tạo, giúp CSKA thắng 5-1, và kể từ đó anh trở thành thành viên không thể thiếu trong đội hình. Dzagoev cũng được bầu là cầu thủ xuất sắc nhất trận khi ghi 2 bàn trong trận thắng 3-1 trước nhà vô địch cúp UEFA Zenit St. Petersburg.
Vào cuối mùa giải 2008, Dzagoev được bầu là Cầu Thủ Trẻ xuất sắc nhất bởi Liên đoàn bóng đá Nga.
Vào tháng 10 năm 2008, có thông tin rằng Real Madrid muốn chiêu mộ cầu thủ này. Dzagoev đã từ chối tất cả các lời đồn này, cho biết anh muốn ở lại CSKA lâu hơn trong khi đó cũng cho biết nếu chuyển sang nước ngoài, anh muốn tới Arsenal bởi anh đã hâm mộ The Gunners trong 4 năm.
Dzagoev ghi một bàn thắng rất ấn tượng trong trận gặp Manchester United ở UEFA Champions League 2009-10 vào ngày 4 tháng 11 năm 2009, trận đấu kết thúc với tỉ số 3-3.

## Thi đấu quốc tế
Sau một màn trình diễn ấn tượng ở cấp độ câu lạc bộ, Dzagoev được gọi vào đội tuyển Nga để chuẩn bị cho trận đấu ở vòng loại World Cup 2010 gặp đội tuyển Đức vào ngày 11 tháng 10 năm 2008. Anh có trận ra mắt khi vào sân ở đầu hiệp hai khi mới 18 tuổi và 116 ngày và trở thành cầu thủ trẻ nhất từng ra sân cho đội tuyển Nga, và là cầu thủ trẻ thứ hai được triệu tập sau đồng đội Igor Akinfeev. Dzagoev đã bị la ó sau khi anh dắt bóng qua được thủ môn René Adler nhưng sút trúng cột dọc.
Sau trận, huấn luyện viên Guus Hiddink nói, "Cậu ấy có khả năng bắt nhịp với trận đấu rất tốt. Alan là một cầu thủ rất thông minh với khả năng tạo ra những đường chuyền chết người. Cậu ấy đã chứng tỏ điều ấy ở Đức một lần nữa." Tuy nhiên, Dzagoev lại không vui với trận thua, cho rằng đây là một thất bại.
Dzagoev được HLV Dick Advocaat triệu tập vào đội tuyển Nga tham dự Euro 2012. Tại giải đấu này, anh đã lập một cú đúp trong chiến thắng 4-0 trước Cộng hòa Séc ở lượt trận đầu tiên và ghi được một bàn thắng vào lưới của đội tuyển Ba Lan ở lượt trận thứ hai của bảng A. Tuy nhiên, đội tuyển Nga đã rời Euro 2012 sau khi để thua Hy Lạp với tỉ số 0-1 ở lượt trận cuối cùng.
Dzagoev được huấn luyện viên Fabio Capello triệu tập tham dự World Cup 2014 diễn ra tại Brasil, giải đấu mà anh đã góp mặt trong cả ba trận vòng bảng trước các đối thủ Bỉ, Algérie và Hàn Quốc, tuy nhiên đội tuyển Nga đã rời giải ngay sau đó với chỉ vỏn vẹn 1 điểm.
Tại World Cup 2018 diễn ra tại quê nhà Nga, trong lượt trận đầu bảng A gặp Ả Rập Xê Út, Dzagoev bị chấn thương do căng cơ ở giữa hiệp 1 và Denis Cheryshev ra sân nhường chỗ cho anh, chung cuộc Nga thắng Ả Rập Xê Út với tỉ số 5-0. Anh không thể tiếp tục góp mặt trong 2 trận còn lại giữa Ai Cập và Uruguay. Đến trận tứ kết gặp Croatia, anh mới được trở lại sân từ băng ghế dự bị ở những phút cuối hiệp 2. Đội tuyển Nga sau đó dừng bước ở vòng đấu này sau thất bại trước Croatia ở loạt sút luân lưu 11m.
Sau giải đấu đó, Alan Dzagoev chính thức chia tay đội tuyển quốc gia sau 10 năm gắn bó, tổng cộng anh đã thi đấu 59 trận và ghi được 9 bàn thắng.

## Bên ngoài bóng đá
Dzagoev được biết tới là một người chăm chỉ khi luôn tập trung vào trận đấu và luôn động viên những cầu thủ khác tập luyện chăm chỉ hơn để giành chiến thắng.

## Thống kê

### Câu lạc bộ
Tính đến 2 tháng 10 năm 2018
| Câu lạc bộ          | Mùa giải            | Giải ngoại hạng Nga | Giải ngoại hạng Nga | Giải ngoại hạng Nga | Cup           | Cup          | Cup               | Siêu cúp Nga  | Siêu cúp Nga | Siêu cúp Nga      | Châu Âu       | Châu Âu      | Châu Âu           | Tổng cộng     | Tổng cộng    | Tổng cộng         |
| Câu lạc bộ          | Mùa giải            | Số lần ra sân       | Số bàn thắng        | Số đường kiến tạo   | Số lần ra sân | Số bàn thắng | Số đường kiến tạo | Số lần ra sân | Số bàn thắng | Số đường kiến tạo | Số lần ra sân | Số bàn thắng | Số đường kiến tạo | Số lần ra sân | Số bàn thắng | Số đường kiến tạo |
| ------------------- | ------------------- | ------------------- | ------------------- | ------------------- | ------------- | ------------ | ----------------- | ------------- | ------------ | ----------------- | ------------- | ------------ | ----------------- | ------------- | ------------ | ----------------- |
| Krylia Sovetov SOK  | 2006                | 12                  | 1                   | 0                   | 1             | 0            | 0                 | —             | —            | —                 | —             | —            | —                 | 13            | 1            | 0                 |
| Krylia Sovetov SOK  | 2007                | 25                  | 5                   | 0                   | 1             | 0            | 0                 | —             | —            | —                 | —             | —            | —                 | 26            | 5            | 0                 |
| Krylia Sovetov SOK  | Tổng cộng           | 37                  | 6                   | 0                   | 2             | 0            | 0                 | —             | —            | —                 | —             | —            | —                 | 39            | 6            | 0                 |
| CSKA Moscow         | 2008-09             | 20                  | 8                   | 10                  | 3             | 2            | 0                 | 0             | 0            | 0                 | 6             | 3            | 0                 | 29            | 13           | 10                |
| CSKA Moscow         | 2009-10             | 27                  | 7                   | 12                  | 2             | 0            | 0                 | 1             | 0            | 0                 | 10            | 3            | 1                 | 40            | 10           | 13                |
| CSKA Moscow         | 2010-11             | 24                  | 6                   | 6                   | 1             | 0            | 0                 | 1             | 0            | 0                 | 10            | 2            | 4                 | 36            | 8            | 10                |
| CSKA Moscow         | 2011–12             | 31                  | 5                   | 14                  | 5             | 0            | 0                 | 1             | 0            | 0                 | 11            | 1            | 4                 | 48            | 6            | 18                |
| CSKA Moscow         | 2012–13             | 24                  | 7                   | 10                  | 4             | 0            | 0                 | 0             | 0            | 0                 | 2             | 0            | 0                 | 30            | 7            | 10                |
| CSKA Moscow         | 2013-14             | 18                  | 3                   | 5                   | 3             | 0            | 0                 | 1             | 0            | 1                 | 1             | 0            | 0                 | 23            | 3            | 6                 |
| CSKA Moscow         | 2014-15             | 21                  | 5                   | 6                   | 3             | 2            | 2                 | 0             | 0            | 0                 | 3             | 0            | 0                 | 27            | 7            | 8                 |
| CSKA Moscow         | 2015-16             | 29                  | 5                   | 8                   | 2             | 0            | 0                 | 0             | 0            | 0                 | 10            | 2            | 1                 | 41            | 7            | 9                 |
| CSKA Moscow         | 2016–17             | 15                  | 3                   | 6                   | 0             | 0            | 0                 | 0             | 0            | 0                 | 3             | 2            | 0                 | 18            | 4            | 6                 |
| CSKA Moscow         | 2017–18             | 21                  | 3                   | 7                   | 0             | 0            | 0                 | 0             | 0            | 0                 | 15            | 4            | 1                 | 36            | 7            | 8                 |
| CSKA Moscow         | 2018–19             | 3                   | 0                   | 0                   | 0             | 0            | 0                 | 1             | 0            | 0                 | 2             | 0            | 0                 | 0             | 0            | 0                 |
| CSKA Moscow         | Tổng cộng           | 233                 | 53                  | 81                  | 23            | 4            | 2                 | 5             | 0            | 1                 | 73            | 17           | 11                | 334           | 74           | 95                |
| Tổng cộng sự nghiệp | Tổng cộng sự nghiệp | 270                 | 59                  | 81                  | 25            | 4            | 2                 | 5             | 0            | 1                 | 73            | 17           | 11                | 373           | 80           | 95                |

### Quốc tế
Tính đến 11 tháng 10 năm 2018
| Đội tuyển quốc gia | Năm       | Trận | Bàn |
| ------------------ | --------- | ---- | --- |
| Nga                |           |      |     |
| 2008               | 2         | 0    |     |
| 2009               | 3         | 0    |     |
| 2010               | 6         | 1    |     |
| 2011               | 6         | 3    |     |
| 2012               | 10        | 4    |     |
| 2013               | 2         | 0    |     |
| 2014               | 13        | 0    |     |
| 2015               | 6         | 1    |     |
| 2016               | 2         | 0    |     |
| 2017               | 3         | 0    |     |
| 2018               | 6         | 0    |     |
| Tổng cộng          | Tổng cộng | 59   | 9   |

### Bàn thắng quốc tế
| #  | Ngày                 | Địa điểm                                     | Đối thủ          | Bàn thắng | Kết quả | Bàn thắng           |
| -- | -------------------- | -------------------------------------------- | ---------------- | --------- | ------- | ------------------- |
| 1. | 8 tháng 10 năm 2010  | Sân vận động Aviva, Dublin, Ireland          | Cộng hòa Ireland | 2–0       | 3–2     | Vòng loại Euro 2012 |
| 2. | 7 tháng 10 năm 2011  | Sân vận động Dubňom, Žilina, Slovakia        | Slovakia         | 1–0       | 1–0     | Vòng loại Euro 2012 |
| 3. | 11 tháng 10 năm 2011 | Sân vận động Luzhniki, Moscow, Nga           | Andorra          | 1–0       | 6–0     | Vòng loại Euro 2012 |
| 4. | 11 tháng 10 năm 2011 | Sân vận động Luzhniki, Moscow, Nga           | Andorra          | 4–0       | 6–0     | Vòng loại Euro 2012 |
| 5. | 8 tháng 6 năm 2012   | Sân vận động Miejski, Wrocław, Ba Lan        | Cộng hòa Séc     | 1–0       | 4–1     | Euro 2012           |
| 6. | 8 tháng 6 năm 2012   | Sân vận động Miejski, Wrocław, Ba Lan        | Cộng hòa Séc     | 3–1       | 4–1     | Euro 2012           |
| 7. | 12 tháng 6 năm 2012  | Sân vận động Quốc gia, Warszawa, Ba Lan      | Ba Lan           | 1–0       | 1–1     | Euro 2012           |
| 8. | 15 tháng 8 năm 2012  | Sân vận động Lokomotiv, Moscow, Nga          | Bờ Biển Ngà      | 1–0       | 1–1     | Giao hữu            |
| 9. | 8 tháng 9 năm 2015   | Sân vận động Rheinpark, Vaduz, Liechtenstein | Liechtenstein    | 6–0       | 7–0     | Vòng loại Euro 2016 |

## Thành tích

### Câu lạc bộ
- CSKA Moscow
  - Cúp quốc gia Nga: 2007-08

### Cá nhân
- Cầu thủ trẻ xuất sắc nhất Giải ngoại hạng Nga: 2008